# Phil Guilbeau
 (juillet 2018).
Si vous disposez d'ouvrages ou d'articles de référence ou si vous connaissez des sites web de qualité traitant du thème abordé ici, merci de compléter l'article en donnant les références utiles à sa vérifiabilité et en les liant à la section « Notes et références ».
Phil Guilbeau, dit Phil, est un trompettiste américain né à Lafayette (Louisiane) en 1926.

## Biographie
Dans les années 1960 après avoir accompagné Ray Charles, il joue dans le septet de Hank Crawford. En 1965 il fait partie de la section de trompettes de l'orchestre de Count Basie avec lequel il enregistre les albums Basie meets Bond, Basie's beatle bag, Sinatra at the Sands en 1966 puis l'album Basie's beat en 1967.

## Discographie
Enregistrements
- I'm Gonna Move to the Outskirts of Town (avec Ray Charles, 1960)
- What a Difference a Day Made (avec Hank Crawford, 1962)